# Wolmido Sports Club
Der Wolmido Sports Club (Chosŏn'gŭl: 월미도체육단; Hanja: 月尾島體育團) ist ein nordkoreanischer Fußballverein aus Kimchaek. Gegründet wurde der Verein vom Ministerium für Kultur und Kunst Nordkoreas. Die Heimspiele werden im Kimchaek Municipal Stadium ausgetragen, welches eine Kapazität von 5000 Plätzen besitzt. Der Verein spielte 2013 in der DPR Korea Liga.
Benannt ist der Verein – in Erinnerung an das Vorgehen der alliierten UN-Truppen im Zuge der Operation Chromite – nach der kleinen Insel Wolmido vor Incheon.

## Bekannte Spieler
- Kwang-Ryong Pak (aktuell bei Lausanne-Sport)[5]